# Затока Шельтінга
Затока Шельтінга (рос. Залив Шельтинга) — затока на північному березі Охотського моря між мисом Москвітіна на заході (59°15′53.14″ пн. ш. 147°47′31.13″ сх. д. / 59.2647611° пн. ш. 147.7919806° сх. д.) та мисом Дальнім півострова Хметевського на сході (59°15′23.04″ пн. ш. 148°25′13.22″ сх. д. / 59.2564000° пн. ш. 148.4203389° сх. д.). Територія Ольського району Магаданської області Російської Федерації. Названа на честь учасника Другої Камчатської експедиції мічмана Олексія Шельтінга.
Береги переважно високі і скелясті; високі гори з крутими схилами підходять близько до берегової лінії. У затоку впадає декілька невеликих річок. На західному березі невелике селище Шельтінга.